# Рахени

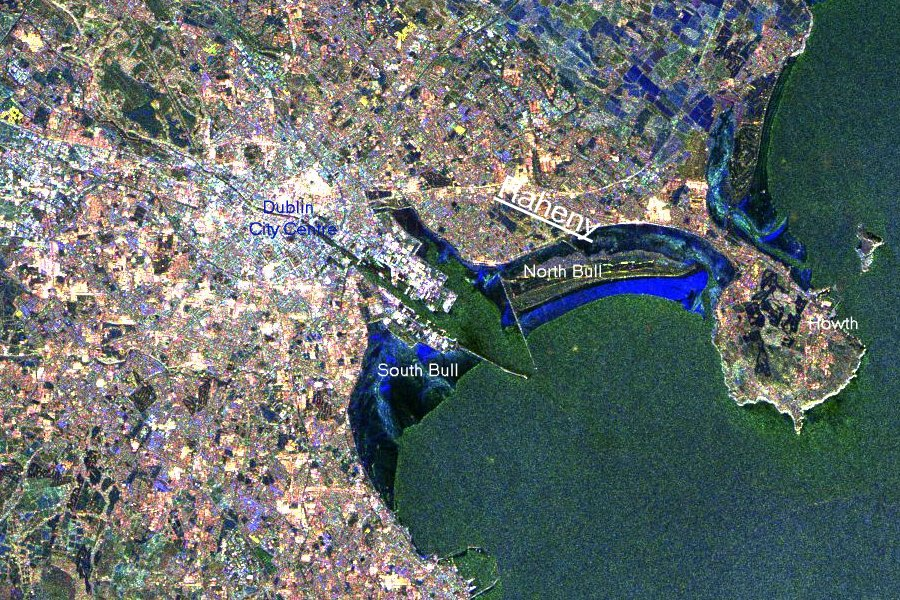
Аэрофотосъёмка; район подписан на карте окрестностей Дублина

Рахени (англ. Raheny; ирл. Rath Eanna / Rath Eanaigh) — городской район Дублина в Ирландии, находится в административном графстве Дублин (провинция Ленстер). Население — 18 000 человек (по переписи 2006 года).
Местная железнодорожная станция была открыта 25 мая 1844 года.